# 锡宜城际轨道交通
无锡至宜兴城际轨道交通，又称锡宜城际、无锡地铁S2线，是连接无锡市区与宜兴市的一条城际铁路。西起宁杭高铁宜兴站，经宜兴新城区、大学城、芳桥、周铁等片区，穿竺山湖、马山镇、梅梁湖至无锡市主城区，经地铁1号线葛埭桥站，至苏锡常快线太湖新城站，并计划与其共线至硕放机场站。
一期工程（宜兴站–周铁站）位于宜兴市境内，总投资157.16亿元，长约26.144km。二期工程（周铁站–太湖新城站）全长35.147km，总投资172.845579亿元。两段工程分别立项设计，同步实施建设，计划同期开通、运营。施工总工期（土建开工到通车试运营）约60个月。
本线穿越太湖段（竺山湖西工作井→竺山湖东工作井←马山站→梅梁湖西工作井→←梅梁湖东转换井）采用13.6m大盾构施工，长度共计21.6公里。其中，穿越竺山湖需掘进7235m，工期47个月；穿越梅梁湖隧道设计总长度（含两端工作井）11106.096m，为缩短工期、降低风险，穿越梅梁湖的隧道是从梅梁湖西、湖东工作井分别向湖中掘进5500.112m、5218.851m，需在梅梁湖湖体中心围堰一座20628㎡（150m×120m）的临时湖中井作业平台，接收双方盾构，土建工期47个月。

## 历史
2012年4月，国家发改委批准《江苏省沿江城市群城际轨道交通网规划（2012-2020年）》，同意建设无锡～宜兴线，在2015年以后实施。
2020年12月1日，工程可行性研究报告及配套专题报告项目宣布正式招标，但于两天后即宣布暂停招标，原因是招标内容有重大变化。
2023年1月6日，举行启动建设的象征性仪式。
2023年1月10日，二期工程环评第一次公示，编制单位为南京大学环境规划设计研究院。3月，环境影响报告书征求意见稿公示。4月，编制完成送审稿。10月13日，二期工程环评报告书提交江苏省生态环境厅审查，没有取得批复。
2024年1月2日，再次提交省厅，2月1日取得批复。
2024年6月28日，一期工程首批车站开始土建施工。
2025年2月28日，梅梁湖西工作井地连墙启动施工，大盾构段正式进入围护结构施工阶段。

## 车站信息
| 站名                        | 里程 （米） | 换乘路线 | 所在地 | 站台形式         | 启用日期       |
| --------------------------- | ----------- | -------- | ------ | ---------------- | -------------- |
| 宜兴站                      | 566.248     | 宁杭高铁 | 宜兴市 | 地下二层岛式     | 预计2028年12月 |
| 龙潭路                      | 7248.165    | 不適用   | 宜兴市 | 地下二层岛式     | 预计2028年12月 |
| 东氿广场                    | 9286.473    | 不適用   | 宜兴市 | 地下二层岛式     | 预计2028年12月 |
| 大学城                      | 12622.889   | 不適用   | 宜兴市 | 地下二层岛式     | 预计2028年12月 |
| 经开区                      | 19504.741   | 不適用   | 宜兴市 | 地上三层侧式     | 预计2028年12月 |
| 周铁                        | 26531.188   | 不適用   | 宜兴市 | 地上二层侧式     | 预计2028年12月 |
| 马山                        |             | 不適用   | 滨湖区 | 地下二层侧式     | 预计2028年12月 |
| 葛埭桥                      |             | █ 1号线  | 滨湖区 | 地下三层岛式     | 预计2028年12月 |
| 太湖新城                    |             | █ 6号线  | 滨湖区 | 地下二层三岛四线 | 预计2028年12月 |
| ↓贯通苏锡常快线至硕放机场站 |             |          |        |                  |                |